# Jan Szmyd
Jan Stanisław Szmyd (ur. 21 czerwca 1932 w Krościenku Wyżnym) – historyk filozofii, religioznawca, etyk, nauczyciel akademicki, publicysta.

## Wykształcenie i praca zawodowa
Ukończył studia filozoficzne w Wyższej Szkole Pedagogicznej im. Komisji Edukacji Narodowej w Krakowie (1956) oraz na Uniwersytecie Warszawskim (1958). Od 1978 roku profesor nauk humanistycznych. Wykładał w Krakowskiej Akademii im. Andrzeja Frycza Modrzewskiego, Akademii Pedagogicznej im. Komisji Edukacji Narodowej w Krakowie (Wydział Humanistyczny, Instytut Politologii) oraz na Uniwersytecie Rzeszowskim (Wydział Pedagogiczny, Instytut Pedagogiki).
Przedmiotem wieloletnich badań Jana Szmyda były dzieje psychologii religii w Polsce.
Należał do Polskiej Zjednoczonej Partii Robotniczej. W latach 60. i 70. zasiadał w Komitecie Uczelnianym PZPR w Wyższej Szkole Pedagogicznej w Krakowie

## Ważniejsze książki
- 1968: Filozofia moralna Santayany. Warszawa: Państwowe Wydawnictwo Naukowe.
- 1975: Jan Hempel: idee i wartości. Warszawa: Książka i Wiedza. LCCN 75401712. OCLC 613950946. Brak numerów stron w książce
- 1978: Prekursorzy psychologii religii w Polsce: studium poglądów religioznawczych Edwarda Abramowskiego, Jana Władysława Dawida, Jana Hempla. Kraków: Wydawnictwo Naukowe WSP. LCCN 79388789. OCLC 69453251. Brak numerów stron w książce
- 1979: Osobowość a religia: z psychologii religii w Polsce. Warszawa: Książka i Wiedza. LCCN 79388555. OCLC 830266516. Brak numerów stron w książce
- 1992: Wstęp do filozofii. Wybór tekstów, Kraków: Wydawnictwo Naukowe WSP.
- 1992: Wprowadzenie do psychologii religii. Kraków: Wydawnictwo Naukowe WSP. OCLC 39762943. Brak numerów stron w książce
- 1993: Myślenie i zachowanie irracjonalne. (Studia z psychologii irracjonalizmu). Kraków: Wydawnictwo Naukowe WSP.
- 1996: Psychologiczny obraz religijności i mistyki. Z badań psychologów polskich. Kraków: Wydawnictwo Naukowe WSP. ISBN 83-86841-54-0. Brak numerów stron w książce
- 1998: Charakter narodowy i duchowość wspólnoty. Kraków: Wydawnictwo Edukacyjne.
- 2000: Wizerunki filozofów i humanistów polskich: wiek XX. (pod red. J. Szmyda) Kraków: Wydawnictwo Edukacyjne.
- 2002: Religijność i transcendencja: wprowadzenie do psychologii religii i duchowości. Bydgoszcz-Kraków: Oficyna Wydawnicza Branta.
- 2002: Wyzwania i poszukiwania edukacyjne. Szkice z pogranicza filozofii wychowania. Kraków: Wydawnictwo Naukowe Akademii Pedagogicznej.
- 2003: Filozofowanie użyteczne. Studia z filozofii praktycznej. Bydgoszcz-Kraków: Oficyna Wydawnicza Branta.
- 2004: Leksykon filozofów współczesnych (pod red. J. Szmyda), Bydgoszcz-Kraków: Oficyna Wydawnicza Branta.
- 2006: Tożsamość, a globalizacja. Kraków: AFN.
- 2010: Myślenie i zachowanie nieracjonalne. Tradycje i współczesne wymiary. Z psychologii i filozofii irracjonalizmu. Katowice: Wydawnictwo Naukowe „Śląsk”.
- 2011: Odczytywanie współczesności. Perspektywa antropologiczna, etyczna i edukacyjna. Kraków: AFM.
- 2015: Zagrożone człowieczeństwo. Regresja antropologiczna w świecie ponowoczesnym. Katowice: Wydawnictwo Naukowe Śląsk. ISBN 978-83-7164-864-9. Brak numerów stron w książce
- 2019: Moc i niemoc edukacji i wychowania w społeczeństwie rynkowym. Wgląd krytyczny i prospektywny. Katowice: Wydawnictwo Naukowe „Śląsk”.
- 2022: Wobec kryzysu świata i człowieka: ocena krytyczna i ostrzeżenie głośnych intelektualistów: Zygmunt Bauman, Noam Chomsky, Yuval Noah Harari, Michel Houellebecq, Leszek Kołakowski, Konrad Zachariasz Lorenz, Martha Craven Nussbaum, Arturo Pérez-Reverte, Henryk Dominik Skolimowski. Warszawa: Towarzystwo Kultury Świeckiej im. Tadeusza Kotarbińskiego. ISBN 978-83-95635-57-1. Brak numerów stron w książce
- 2023: Przekroje cywilizacyjnych przemian współczesnego świata i człowieka. Epokowa transformacja wszystkiego – szansa i zagrożenie. Krosno: Państwowa Akademia Krośnieńska w Krośnie Wydawnictwo Humanistyczne Pigonianum.
- (w druku): Modern Times – Modern World. Philosophical and Anthropological Readings.